# Lis Nogel
Lis Nogel (født 8. august 1945) er en dansk billedhugger, grafiker og maler. 

## Liv og karriere
Nogel blev uddannet ved Det Kongelige Danske Kunstakademi, Billedhuggerskolen 1966-1971 hos Professor Gottfred Eickhoff. 
Lis Nogel er særligt anerkendt for sit arbejde med tegning som selvstændig kunstform . 
Ydermere arbejder Lis Nogel med skulpturer i bronze, marmor og papir, installationer og fotografi. Lis Nogel har udført en lang række udsmykninger og har udarbejdet flere danske mønter.
Lis Nogel har siddet i indkøbs- og legatudvalget i Statens Kunstfond og har siden 1980 været medlem af Den Frie Udstilling. 
Lis Nogel har desuden undervist på Det Kongelige Danske Kunstakademi, Danmarks Designskole og på egen tegneskole.

## Udvalgte udstillinger[2]
1975
- Udstillingen Tendenser i Moderne kunst, Nordjyllands Kunstmuseum,Ålborg
- Ungt Danmark, Södertälje Konsthall, Sverige
- Udstillingen Nogle danske kunstnere efter 1945, Kunstforeningen Gl. Strand

1978
- Fyns Kunstmuseum i Odense, separatudstilling med skulpturer, relieffer og tegninger.

1979
- 1. Internationale Jugendtriennale der Zeichnung, Nürnberg Kunsthalle in der Norrishalle. Tyskland,

Limburgerhal Genk, Belgien.
1980
- Ti år med dansk realisme, Kunstforeningen Gammel Strand, København

1982
- Kunst i dag 2, Ordrupgaard, København
- Center for nutidskunst, Nordjyllands Kunstmuseum

1987/88
- Ny dansk Glaskunst, Centre International du Vitrail, Charttres, Frankrig
- Ny dansk Glaskunst, Brandts Klædefabrik, Odense og Ny Carlsberg Glyptotek, København

1990
- Uden Titel - ti års arbejder, Separatudstilling med skulpturer,tegninger og malerier, Den Frie Udstillingsbygning, København

1991
- 19th International Biennal of Graphic Art, Lubliana, Jugoslavien

1995
- Leda, skulpturer og tegninger, Museet for Samtidskunst, Roskilde

1996
- Dansk Skulptur i 125 år, Brandts Klædefabrik Odense :Holstebro Kunstmuseum Holstebro :Thorvaldsens Museum, København

2004
- Med Kærlig Hilsen, Kunstakademiets 250 års jubilæumsudstilling :Charlottenborg Udstillingsbygning, København
- Realisme?, Den Frie Udstillingsbygning, København

2006
- Looking for Jerry, den mandlige muse, KunstCentret Silkeborg Bad

2007
- Looking for Jerry, den mandlige muse, Kastrupgårdsamlingen
- Pengenes Kunst, fra skitse til seddel - fra model til mønt, Kunstmuseet Køge Skitsesamling

2008
- KunstCentret Silkeborg Bad, Det strukturerede rum, spindelvæv i septembergræs

2013
- Power of the Pencil Rundetaarn [3]

## Legater og Priser[2]
- Statens Kunstfonds livsvarige ydelse
- Ny Carlsbergfondets Store Rejselegat
- Billedhuggeren Kai Nielsens Mindelegat
- Statens Kunstfonds treårige stipendium
- Oluf Hartmanns Mindelegat
- Viggo Jarls Legat
- Ole Haslunds Kunstnerfond,
- Billedhuggeren Astrid Noarcks Legat
- Anne Marie Telmanyi f. Carl Nielsen«s Fond
- Billedhuggeren Gerhard Hennings Legat
- Akademiraadets Legat

## Repræsenteret[2]
- Statens Museum for Kunst
- Kunsten i Aalborg
- Malmö Museum
- Nürnberg Kunsthals Internationale Kunstsamling
- Ny Carlsbergfondet
- Statens Kunstfond
- Den Kongelige Kobberstiksamling
- Den Kongelige Malerisamling

## Udsmykninger[2]
- 1985  Glasmosaik Nike, teatersalen i Den Sønderjyske Højskole for Musik og Teater i Toftlund.
- 1998 Højesteret i København
- 2005 Fire malerier, Danmarks Kunstbibliotek, Charlottenborg.
- 2008 Fredericia Gymnasium

## Kgl. Mønt[4]
- 2002 Temamønt Århus Rådhustårn.
- 2007  Temamønt Københavns Rådhustårn.
- 2010 Portræt af Dronning Margrethe ved 70 års fødselsdag - erindrings mønten og cirkulations mønterne[5].
- 2020 Portræt af Dronning Margrethe ved 80 års fødselsdag - erindrings mønten og cirkulations mønterne